# OV3-1
OV3-1 (Orbiting Vehicle 3-1) – amerykański wojskowy satelita technologiczny z serii OV3, który prowadził badania warunków panujących w przestrzeni kosmicznej i ich oddziaływania na podzespoły satelitów. 

## Opis
OV3-1 został zbudowany przez firmę Aerojet, jako pierwszy satelita typu OV3. Satelita miał kształt graniastosłupa o podstawie ośmiokątnej o średnicy 76 mm i masie 69 kilogramów. Miał badać warunki panujące w ziemskiej magnetosferze i wpływie jaki mogły one wywierać na działające satelity. Został zbudowany w celu przeprowadzenia badań, które zaplanowano dla utraconego podczas startu satelity OV2-1 .

## Misja
Misja rozpoczęła się 22 kwietnia 1966 roku, kiedy rakieta Scout B wyniosła z kosmodromu Vandenberg Air Force Base na niską orbitę okołoziemską pierwszego satelitę z serii OV3. Po znalezieniu się na orbicie OV3-1 otrzymał oznaczenie COSPAR 1966-34A .